# Songbird (cheval)
Pour les articles homonymes, voir Songbird (homonymie).
Songbird (2013-) est une jument de course pur-sang anglais, née aux États-Unis. Membre du Hall of Fame des courses américaines, elle a été élue meilleure pouliche de sa génération à 2 et 3 ans.

## Carrière de courses

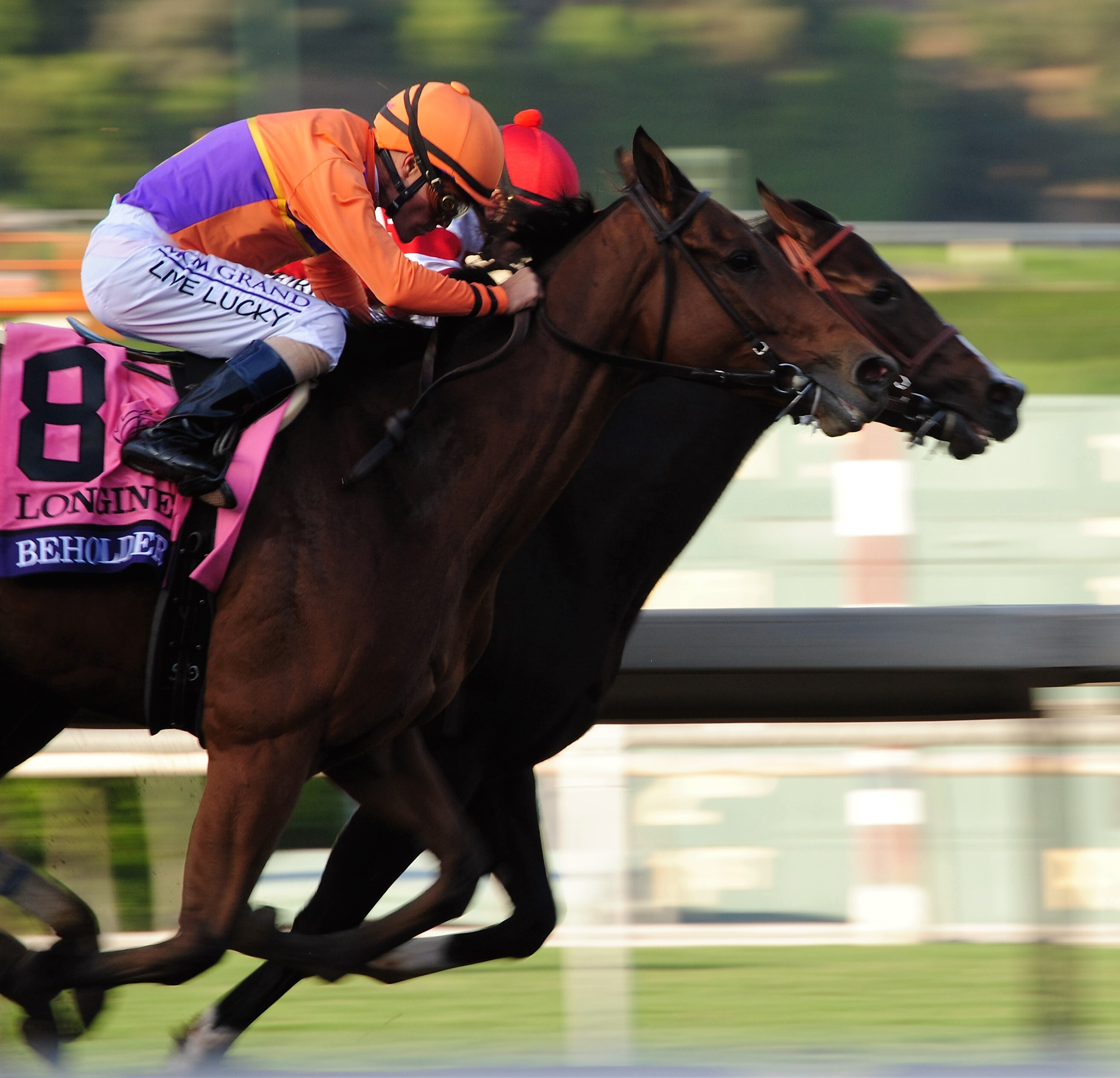
Songbird (à la corde) à la lutte avec Beholder à l'arrivée de la Breeders' Cup Distaff 2016

Née et élevée dans le Kentucky, Songbird passe sous le feu des enchères aux ventes de yearlings de Saratoga, où elle trouve preneur pour $ 400 000. Direction la Californie, où elle est confiée par son nouveau propriétaire Fox Hill Farms, aux soins de l'entraîneur vétéran Jerry Hollendorfer. Après de brillants débuts en compétition à l'été de ses 2 ans, la pouliche est aussitôt dirigée vers les courses d'élite, et ne tarde pas à s'affirmer comme la meilleure pouliche de sa génération, en témoignent ses victoires écrasantes dans les Debutante Stakes et les Chandelier Stakes. Grandissime favorite de la Breeders' Cup Juvenile Fillies, elle y pulvérise ses adversaires (dont la très attendue Rachel's Valentina, fille de la championne Rachel Alexandra), confirmant son talent hors du commun, que consacre un indiscutable titre de pouliche de 2 ans de l'année (avec 260 votes sur 261). 
Sa carrière à 3 ans se résume à une litanie de victoires expéditives, à chaque fois avec une grande marge. Son invincibilité n'est jamais mise en danger, et c'est forte de ses onze victoires en autant de sorties (dont la bagatelle de sept groupe 1) qu'elle se présente, dans le rôle de l'épouvantail au départ de la Breeders' Cup Distaff, en novembre 2016. Sur sa route, se dresse une véritable championne, californienne elle aussi : Beholder, titulaire de onze victoires au niveau groupe 1, et lauréate de cette même course en 2013. Mais Beholder a désormais 6 ans, et vient d'essuyer trois défaites de rang, restant sur trois deuxièmes places. Tout est prêt pour la passation de pouvoir entre la jument et la pouliche, grande favorite, et pourtant, à l'issue d'une lutte épique, Beholder inflige à Songbird sa toute première défaite, du plus court des nez, elle qui n'avait jamais montré à ses adversaires que le bout de sa queue, au loin dans la poussière du dirt. Cette édition du Distaff, sans doute la plus mémorable de l'histoire de cette course prisée aux États-Unis, couronne donc la grande Beholder, qui sur ce coup d'éclat fait ses adieux à la compétition, tandis que sa cadette reste à l'entraînement, après avoir naturellement été sacrée meilleure 3 ans de l'année.
Âgée de 4 ans, Songbird reprend au début de l'été le cours de ses victoires, s'imposant dans les Ogden Phipps Stakes et le Delaware Handicap avec autorité, mais avec moins de marge. Et fin août à Saratoga, elle connaît pour la deuxième fois de sa carrière le goût de la défaite dans les Personal Ensign Stakes, étant rejointe sur le fil par Forever Unbridled, qui fut troisième du Distaff l'an passé. Cette course sera lourde de conséquence, puisque dans la foulée, son entourage annonce que la championne est blessée et décide de mettre fin à sa carrière de courses. En novembre, elle passe aux ventes aux enchères où le haras Whisper Hill Farm l'acquiert pour 9,5 millions de dollars en vue de sa carrière de poulinière, et lui choisit comme premier prétendant le champion Arrogate, qui fait lui aussi ses débuts de reproducteur. C'est l'union de deux futurs Hall of Famers, puisque tous deux sont admis au panthéon des courses américaines en 2023.

### Résumé de carrière
| Date         | Hippodrome    | Pays        | Course                         | Statut      | Distance    | Jockey      | Place       | Écart       | Vainqueur ou deuxième | Temps       |
| 2015, 2 ans  | 2015, 2 ans   | 2015, 2 ans | 2015, 2 ans                    | 2015, 2 ans | 2015, 2 ans | 2015, 2 ans | 2015, 2 ans | 2015, 2 ans | 2015, 2 ans           | 2015, 2 ans |
| ------------ | ------------- | ----------- | ------------------------------ | ----------- | ----------- | ----------- | ----------- | ----------- | --------------------- | ----------- |
| 26 juillet   | Del Mar       | États-Unis  | Maiden                         |             | 1 200 m     | Mike Smith  | 1er / 9     | 6 1⁄2       | Tiz a Tommy Town      | 1'11"03     |
| 5 septembre  | Del Mar       | États-Unis  | Del Mar Debutante Stakes       | Gr. 1       | 1 400 m     | Mike Smith  | 1er / 10    | 5 1⁄4       | Pretty N'Cool         | 1'22"65     |
| 26 septembre | Santa Anita   | États-Unis  | Chandelier Stakes              | Gr. 1       | 1 700 m     | Mike Smith  | 1er / 8     | 4 1⁄2       | Land Over Sea         | 1'43"79     |
| 31 octobre   | Keeneland     | États-Unis  | Breeders' Cup Juvenile Fillies | Gr. 1       | 1 700 m     | Mike Smith  | 1er / 10    | 5 3⁄4       | Rachel's Valentina    | 1'42"73     |
| 2016, 3 ans  |               |             |                                |             |             |             |             |             |                       |             |
| 6 février    | Santa Anita   | États-Unis  | Las Virgenes Stakes            | Gr. 2       | 1 600 m     | Mike Smith  | 1er / 6     | 6 1⁄2       | Land Over Sea         | 1'36"84     |
| 5 mars       | Santa Anita   | États-Unis  | Santa Ysabel Stakes            | Gr. 3       | 1 700 m     | Mike Smith  | 1er / 9     | 3 ⁄4        | Land Over Sea         | 1'43"02     |
| 9 avril      | Santa Anita   | États-Unis  | Santa Anita Oaks               | Gr. 1       | 1 700 m     | Mike Smith  | 1er / 6     | 3 ⁄4        | Mokat                 | 1'44"14     |
| 18 juin      | Santa Anita   | États-Unis  | Summertime Oaks                | Gr. 2       | 1 700 m     | Mike Smith  | 1er / 5     | 6 1⁄2       | Bellamentary          | 1'42"63     |
| 24 juillet   | Saratoga      | États-Unis  | American Oaks                  | Gr. 1       | 1 800 m     | Mike Smith  | 1er / 5     | 5 1⁄4       | Cariña Mia            | 1'49"56     |
| 20 aout      | Saratoga      | États-Unis  | Alabama Stakes                 | Gr. 1       | 2 000 m     | Mike Smith  | 1er / 7     | 7           | Going For Broke       | 2'03"00     |
| 24 septembre | Parx Racing   | États-Unis  | Cotillion Stakes               | Gr. 1       | 1 700 m     | Mike Smith  | 1er / 6     | 5 3⁄4       | Cariña Mia            | 1'44"02     |
| 4 novembre   | Santa Anita   | États-Unis  | Breeders' Cup Distaff          | Gr. 1       | 1 800 m     | Mike Smith  | 2e / 8      | nez         | Beholder              | 1'49"20     |
| 2017, 4 ans  |               |             |                                |             |             |             |             |             |                       |             |
| 10 juin      | Belmont Park  | États-Unis  | Ogden Phipps Stakes            | Gr. 1       | 1 700 m     | Mike Smith  | 1er / 7     | 1           | Paid Up Suscriber     | 1'42"24     |
| 15 juillet   | Delaware Park | États-Unis  | Delaware Handicap              | Gr. 1       | 2 000 m     | Mike Smith  | 1er / 5     | 1           | Martini Glass         | 2'03"96     |
| 26 août      | Saratoga      | États-Unis  | Personal Ensign Stakes         | Gr. 1       | 1 800 m     | Mike Smith  | 2e / 4      | enc.        | Forever Unbridled     | 1'49"16     |

## Au haras
Au cours de sa nouvelle carrière de poulinière, Songbird rend naturellement visite à certains des meilleurs étalons américains. Elle est successivement saillie par Arrogate, Tapit à deux reprises, et Curlin, mais aucun de ses produits ne parvient à se mettre en évidence à haut niveau.

## Origines
Songbird est une fille de l'influent Medaglia d'Oro, l'un des étalons les plus prisés aux États-Unis, où il facturait ses services jusqu'à $ 250 000. Compétiteur de premier plan, il accumula près de 6 millions de dollars de gains. Vainqueur de plusieurs groupe 1 pour chevaux d'âge (dont les Travers Stakes), il avait terminé 2e des Belmont Stakes et 4e du Kentucky Derby. Deuxième de la Dubaï World Cup, il termina à la même place dans la Breeders' Cup Classic, en 2002 et 2003. Au haras, il s'est tout de suite imposé comme un étalon prometteur, donnant près de trente lauréats de groupe 1, parmi lesquels la championne Rachel Alexandra, lauréate devant les mâles des Preakness Stakes et élue cheval de l'année en 2009 ou le phénomène hongkongais Golden Sixty, double vainqueur du Hong Kong Mile. Son prix de saillie a logiquement connu une forte inflation, puisqu'il était tarifé $ 40 000 à ses débuts, avant d'être acquis en 2009 par les haras de Cheikh Mohammed, où il stationne aujourd'hui.
Ivanavinalot, la mère de Songbird, a elle aussi des titres à faire valoir, puisqu'elle s'est illustrée au niveau groupe 2, remportant les Bonnie Miss Stakes. Vendue pour $ 625 000 à l'issue de sa carrière en piste, ses autres produits ne se sont toutefois pas fait remarquer en compétition, puisqu'un seul a pu passer le poteau en vainqueur, dans une petite course au Mexique, tandis qu'une de ses filles est devenue poulinière en Thaïlande (où elle a été rachetée et rapatriée dans le Kentucky après la révélation de Songbird). 

### Pedigree
| Origines de Songbird (USA), jument baie brune née en 2013 | Origines de Songbird (USA), jument baie brune née en 2013 | Origines de Songbird (USA), jument baie brune née en 2013 | Origines de Songbird (USA), jument baie brune née en 2013 |
| --------------------------------------------------------- | --------------------------------------------------------- | --------------------------------------------------------- | --------------------------------------------------------- |
| Père Medaglia d'Oro 1999                                  | El Prado 1989                                             | Sadler's Wells                                            | Northern Dancer                                           |
| Père Medaglia d'Oro 1999                                  | El Prado 1989                                             | Sadler's Wells                                            | Fairy Bridge                                              |
| Père Medaglia d'Oro 1999                                  | El Prado 1989                                             | Lady Capulet                                              | Sir Ivor                                                  |
| Père Medaglia d'Oro 1999                                  | El Prado 1989                                             | Lady Capulet                                              | Cap and Bells                                             |
| Père Medaglia d'Oro 1999                                  | Cappucino Bay 1989                                        | Bailjumper                                                | Damascus                                                  |
| Père Medaglia d'Oro 1999                                  | Cappucino Bay 1989                                        | Bailjumper                                                | Court Circuit                                             |
| Père Medaglia d'Oro 1999                                  | Cappucino Bay 1989                                        | Dubbed In                                                 | Silent Screen                                             |
| Père Medaglia d'Oro 1999                                  | Cappucino Bay 1989                                        | Dubbed In                                                 | Society Singer                                            |
| Mère Ivanavinalot 2000                                    | West Acre 1995                                            | Forty Niner                                               | Mr Prospector                                             |
| Mère Ivanavinalot 2000                                    | West Acre 1995                                            | Forty Niner                                               | File                                                      |
| Mère Ivanavinalot 2000                                    | West Acre 1995                                            | Naarrate                                                  | Honest Pleasure                                           |
| Mère Ivanavinalot 2000                                    | West Acre 1995                                            | Naarrate                                                  | State                                                     |
| Mère Ivanavinalot 2000                                    | Beaty Sark 1986                                           | Deputy Minister                                           | Vice Regent                                               |
| Mère Ivanavinalot 2000                                    | Beaty Sark 1986                                           | Deputy Minister                                           | Mint Copy                                                 |
| Mère Ivanavinalot 2000                                    | Beaty Sark 1986                                           | Torsion Belle                                             | Torsion                                                   |
| Mère Ivanavinalot 2000                                    | Beaty Sark 1986                                           | Torsion Belle                                             | Patriotic Petunia (Famille 4-d)                           |